# Клингелбах
Клингелбах (њем. Klingelbach) општина је у њемачкој савезној држави Рајна-Палатинат. Једно је од 137 општинских средишта округа Рајн-Лан. Према процјени из 2010. у општини је живјело 735 становника. Посједује регионалну шифру (AGS) 7141073.

## Географски и демографски подаци
Клингелбах се налази у савезној држави Рајна-Палатинат у округу Рајн-Лан. Општина се налази на надморској висини од 295 метара. Површина општине износи 5,1 km². У самом мјесту је, према процјени из 2010. године, живјело 735 становника. Просјечна густина становништва износи 143 становника/km².